# Sinopoda longshan
Sinopoda longshan är en spindelart som beskrevs av Yin et al. 2000. Sinopoda longshan ingår i släktet Sinopoda och familjen jättekrabbspindlar. Inga underarter finns listade i Catalogue of Life.